# 블랙 베히모스
《블랙 베히모스》는 매주 수요일 케이지콘이 다음 웹툰에서 연재하는 웹툰이다.

## 등장인물
링클레터